# جوي أرتشر
جوي أرتشر (بالإنجليزية: Joey Archer) (11 فبراير 1938 بنيويورك في الولايات المتحدة - 25 أبريل 2025) هو ملاكم أمريكي، صنّف ضمن فئة الوزن المتوسط.

## إحصائيات
خاض خلال مسيرته 49 نزالا، فاز في 45 وخسر في 4. فاز بالضربة القاضية في 8 نزالات.

## روابط خارجية
- جوي ارتشر على موقع بوكس ريك (الإنجليزية) (registration required)